# 자미원역
자미원역(Jamiwon station, 紫味院驛)은 강원특별자치도 정선군 남면 문곡리에 위치한 태백선의 철도역이다.
. 2011년 10월 5일부터 여객열차를 모두 통과시키려다가 주민의 반발에 1일 1편성을 정차시켜 살아남게 되었지만, 2012년 6월 3일부터는 결국 모든 여객열차가 통과하게 되었다.

## 연혁
- 1965년 10월 9일 : 역사 신축 착공
- 1965년 12월 27일 : 역사 준공
- 1966년 1월 15일 : 보통역으로 영업 개시[2]
- 1992년 5월 31일 : 화물취급 중지
- 1992년 6월 10일 : 소화물 취급 중지[3]
- 1996년 1월 1일 : 배치간이역으로 격하 및 차내취급역 지정[4]
- 2001년 9월 8일 : 신호장으로 변경[5]
- 2002년 12월 23일 : 건물 개보수
- 2008년 3월 10일 : 배치간이역으로 변경
- 2009년 7월 10일 : 무인역으로 변경
- 2012년 6월 3일 : 여객 취급 중지
- 2013년 11월 14일 : 제천 기점 63.1km로 변경[6]

## 사진

역 전경
역사 (광장쪽)
역사 (선로쪽)
승강장